# Eric D’Arcy
Joseph Eric D’Arcy (ur. 25 kwietnia 1924 w Melbourne, zm. 12 grudnia 2005) – australijski duchowny katolicki, arcybiskup Hobart.
Święcenia kapłańskie przyjął 24 lipca 1949 r. i pracował w archidiecezji Melbourne. W lutym 1981 r. Jan Paweł II mianował go biskupem Sale (w stanie Wiktoria); sakrę odebrał 1 lipca 1981 r. z rąk odchodzącego w stan spoczynku dotychczasowego ordynariusza Sale, Arthura Foksa. W październiku 1988 r. biskup D’Arcy został przeniesiony na stolicę arcybiskupią Hobart, zwolnioną przez śmierć Guilforda Younga.
Od lutego 1988 r. był wspierany w pracy zwierzchnika archidiecezji przez koadiutora, Adriana Doyle’a, któremu udzielił święceń biskupich. Doyle został następcą D’arcy’ego na stolicy arcybiskupiej Hobart w lipcu 1989 r., kiedy ten złożył rezygnację w związku z osiągnięciem wieku emerytalnego 75 lat.